# Guadua-Bambus

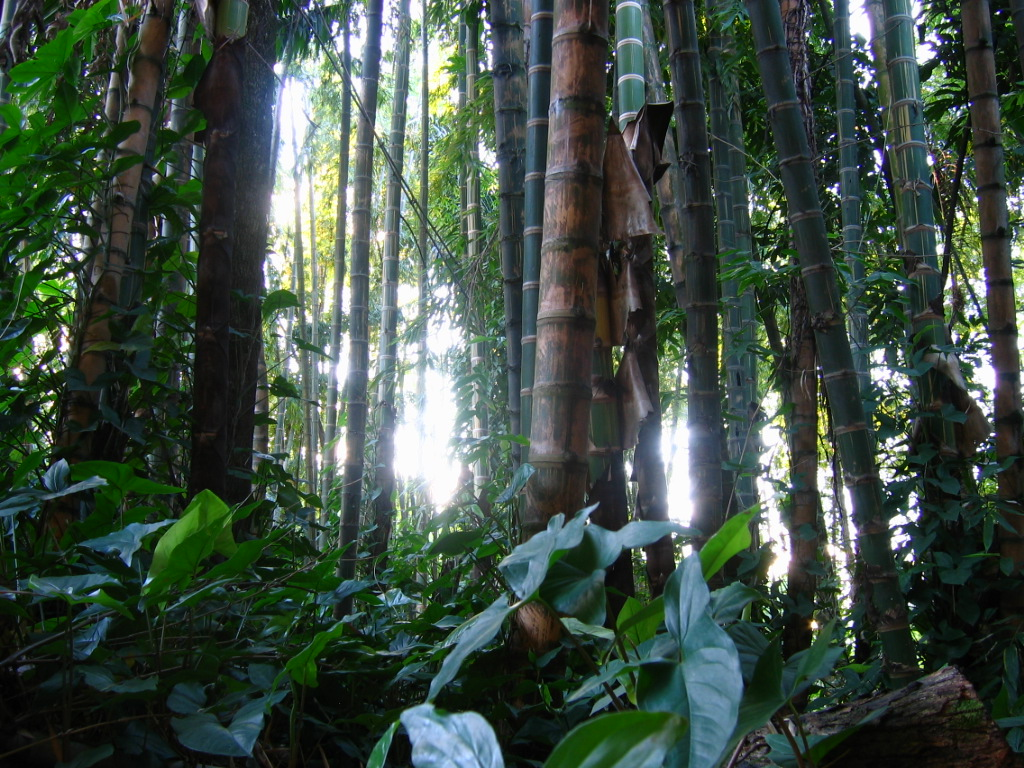
Guadua-Wald im Jardín Botánico de Medellín, Kolumbien

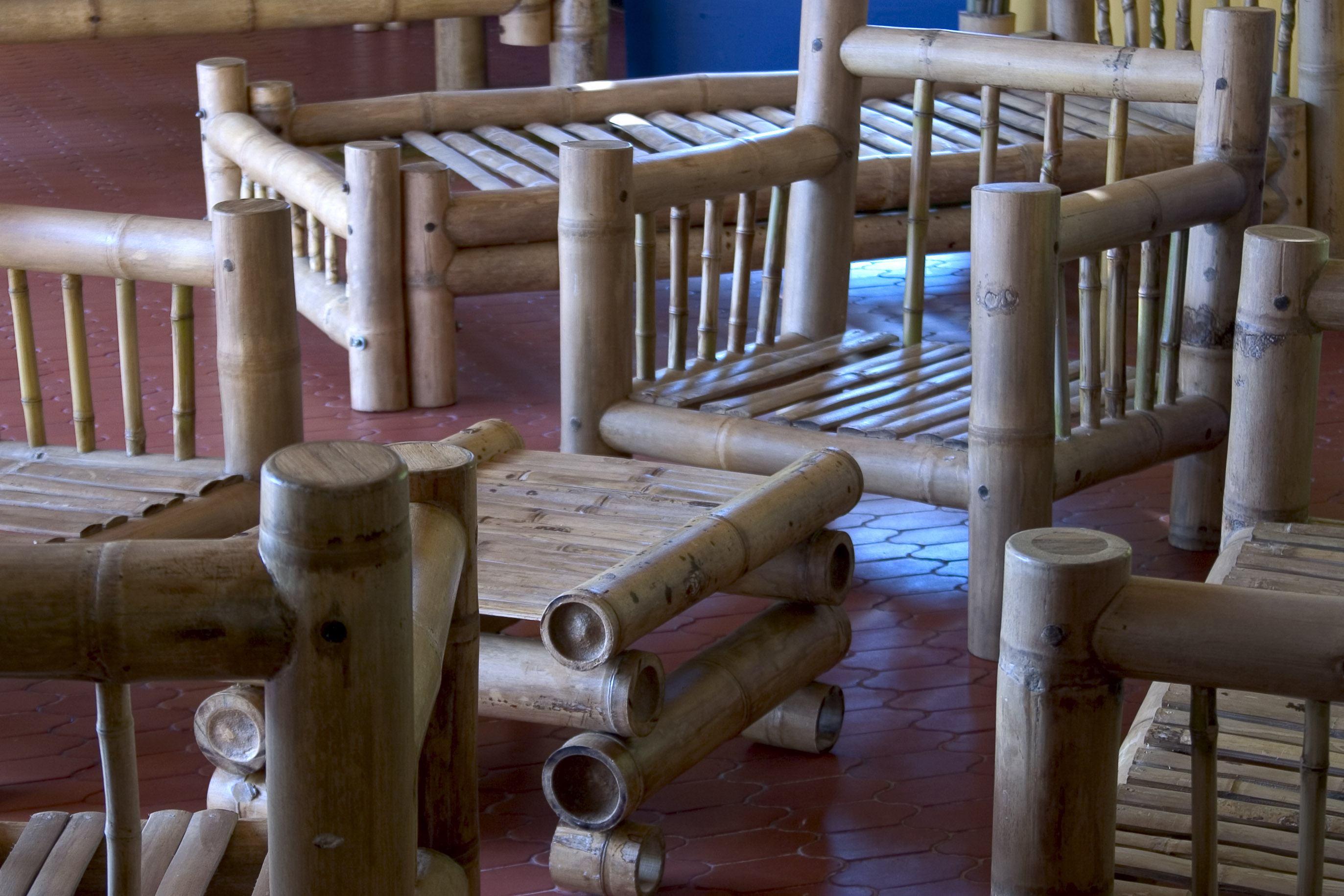
Möbel aus Guadua-Bambus

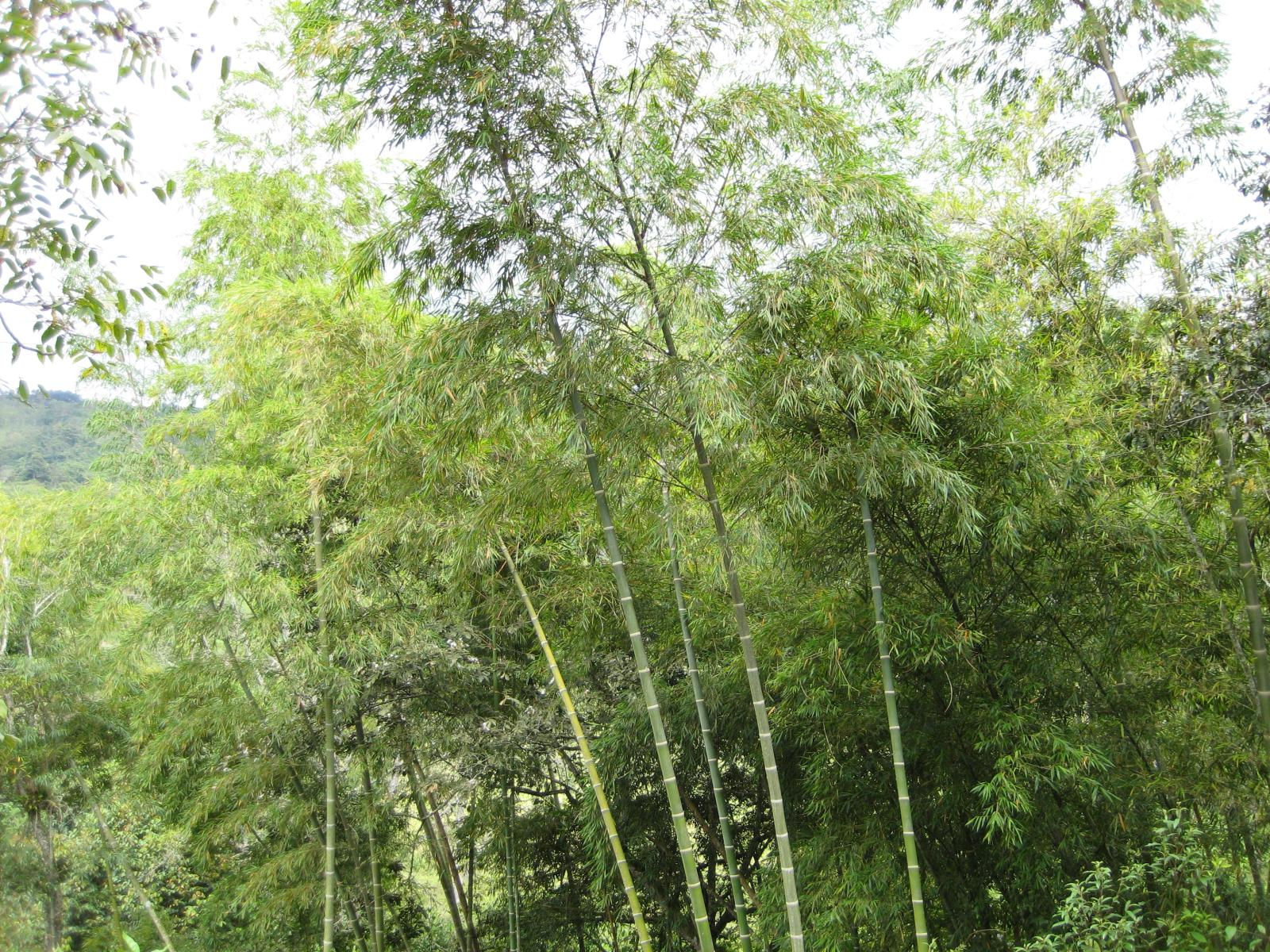
Guadua in Kolumbien

Der Guadua-Bambus (Guadua angustifolia, Syn.: Bambusa guadua Bonpl.) ist eine im Nordwesten Südamerikas, in Kolumbien, Ecuador und Venezuela, beheimatete baumartige Bambus-Art, die 1822 durch den Botaniker Karl Sigismund Kunth benannt wurde. In Kolumbien werden 51.000 Hektar von Guadua angustifolia bedeckt, davon 5.300 Hektar durch Guadua-Plantagen. Sie ist eine der dicksten und härtesten Bambus-Arten überhaupt.

## Beschreibung
Der Guadua-Bambus erreicht eine Wuchshöhe von 20 bis 25 (30) Metern mit Halmdurchmessern von durchschnittlich 11 cm. Die Wandstärke beträgt im unteren Bereich des Halms 30 bis 35 mm, in höheren Bereichen 10 mm. Die Halme sind charakterisiert durch eine weiß behaarte Zone am Nodium und durch dornige Zweige. 
Die Chromosomenzahl beträgt 2n = 46.

## Taxonomie
Der Guadua-Bambus wurde 1807 von Aimé Bonpland in Plantae Aequinoctiales ... Band 1, Seite 68, Tafel 20 als Bambusa guadua erstbeschrieben. 1822 veröffentlichte Karl Sigismund Kunth eine Gattung Guadua in Synopsis Plantarum, quas, in itinere ad plagam aequinoctialem orbis novi, collegerunt Al. de Humboldt et Am. Bonpland Band 1, Seite 252 und setzte die Art als Guadua angustifolia in diese Gattung. Synonyme von Guadua angustifolia Kunth sind Bambusa guadua Bonpl., Nastus guadua (Bonpl.) Spreng. und Bambusa inermis Caldas.

## Anbau
Der Guadua-Bambus wird in Höhenlagen zwischen 400 und 2000 m bei einem Mindestniederschlag von 1300 Millimeter pro Jahr und einer Umgebungstemperatur von 18 bis 20 °C angebaut. Er wächst in den ersten 120 Tagen im Durchschnitt 10 Zentimeter jeden Tag und erreicht nach sechs Monaten seine maximale Höhe. Frühestens drei Jahre nach dem Anbau, üblicherweise nach vier Jahren kann mit der Bewirtschaftung begonnen werden. Bei der Ernte führen die dornigen Zweige häufig zu Verletzungen. Beim Schnitt ist darauf zu achten, dass Wasser sich nicht in dem übergebliebenen Stück ablagert und die Pflanze zu faulen beginnt. 
Bei einem täglichen Wachstum von 10 bis zu 15 cm erreicht ein Halm eine tägliche Biomasse-Zunahme von etwa 500 cm³. Je Hektar können ca. 6000 Halme gezogen werden. Bei einem jährlichen Zuwachs von 700 Halmen je Hektar ergibt sich eine Zunahme der Biomasse von 60 m³ je Jahr und Hektar. Bei einer durchschnittlichen Dichte von 0,5 bis 0,6 g/cm³ entspricht das einer Masse von 30 Tonnen. Ein Hektar trägt etwa eine Biomasse von etwa 1100 m³ bzw. 600 Tonnen.

## Nutzung
Guadua gilt als die in Südamerika meistgenutzte Art aus der Bambusfamilie. Aufgrund der Hohlräume ist es ein leichter und elastischer und doch stabiler Rohstoff. 
Guadua-Bambus wird vor allem in Kolumbien und Ecuador für den, auch mehrstöckigen, Hausbau und Brückenbau aber auch für den Gerüstbau verwendet. Nach dem Erdbeben von 1999 in der Kaffeezone wurden viele zerstörte Häuser durch Bauten aus Guadua ersetzt, mit geringeren Kosten als für eine provisorische Zeltstadt. Gebäude aus Guadua-Bambus werden häufig mit Zement verkleidet, was ein Schutz vor Witterung und Schädlingsbefall darstellt, aber auch die Verwendung des billigen Materials verbergen soll. International bekannt sind Bauten der Architekten Simón Vélez, Oscar Hidalgo oder die Brückenkonstruktion des Architekten Jörg Stamm in Pereira. Außergewöhnlich war die aus Guadua gebaute Kirche Catedral Alterna Nuestra Señora de la Pobreza in Pereira, die aber dem Bau eines Parkhauses weichen musste. 
In Kolumbien wird Guadua angustifolia auch zur Papierherstellung verwendet. Andere Produkte aus Guadua-Bambus sind Möbel, Kunstgegenstände, Spielzeug, Musikinstrumente, u. a. 
Guadua weist eine starke Resistenz gegen biologische Schädlinge auf. Dafür notwendig ist die gute Trocknung, die im Freien oder in Kammern erfolgt. Bei falscher Lagerung ist der Baustoff anfällig für Pilzbefall. Als Schutz gegen Schädlingsbefall wird das aus Japan übernommene Räuchern der feuchten Halme eingesetzt, häufiger jedoch Tauchverfahren, die eine bessere Wirkung zeigen. Dabei werden die Halme mindestens fünf Tage in einer Bor-Lösung gelagert oder luftgetrocknete Halme in Mineralöl mit zugesetzten Insektiziden. Um die anfälligen inneren Bereiche zu tränken, werden die Internodien angebohrt oder die Nodien längs durchbohrt.